# Club Municipal

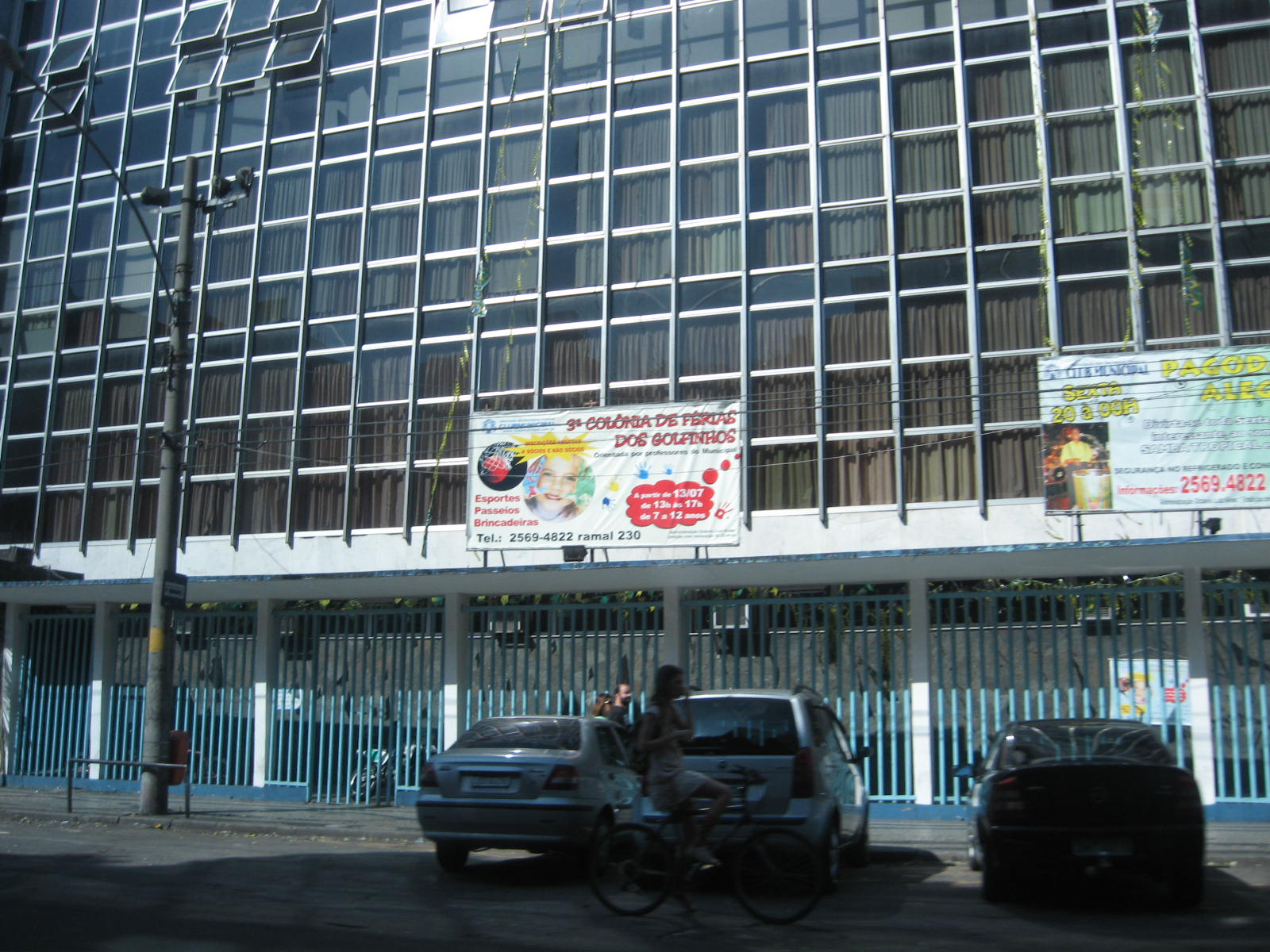
Club Municipal

Club Municipal do Rio de Janeiro é um clube social, fundado na tarde do dia 17 de novembro de 1932. Devido à sua importância histórica para o município, é patrimônio tombado pelo Instituto Rio Patrimônio da Humanidade.

## História
Fundado por Alberto Woolf Teixeira, José Seabra Fagundes e Mário Mello, fica localizado na Rua Haddock Lobo, 359, no bairro da Tijuca.
É conhecido como o "Quartel General dos Servidores Públicos".